# Хоэнхорн
Хоэнхорн (нем. Hohenhorn) — община в Германии, в земле Шлезвиг-Гольштейн. 
Входит в состав района Герцогство Лауэнбург. Подчиняется управлению Хоэ Эльбгест.  Население составляет 504 человека (на 31 декабря 2010 года). Занимает площадь 6,93 км².